# Tour de Vendée 2022
Il Tour de Vendée 2022, cinquantesima edizione della corsa, valevole come prova dell'UCI Europe Tour 2022 categoria 1.1 e come diciassettesima della Coppa di Francia 2022, si svolse il 2 ottobre 2022 su un percorso di 206,9 km, con partenza e arrivo a La Roche-sur-Yon, in Francia. La vittoria fu appannaggio del francese Bryan Coquard, il quale completò il percorso in 4h45'23", alla media di 43,499 km/h, precedendo il connazionale Arnaud Démare e l'italiano Luca Mozzato.
Sul traguardo di La Roche-sur-Yon 89 ciclisti, dei 104 partenti, hanno portato a termine la competizione.

## Squadre e corridori partecipanti
| N.    | Cod. | Squadra           |
| ----- | ---- | ----------------- |
| 1-7   | GFC  | Groupama-FDJ      |
| 11-17 | TEN  | TotalEnergies     |
| 21-26 | ACT  | AG2R Citroën Team |
| 31-36 | COF  | Cofidis           |
| 41-47 | ARK  | Team Arkéa-Samsic |
| 51-57 | BBK  | B&B Hotels-KTM    |
| 61-67 | BBH  | Burgos-BH         |
| 71-77 | EUS  | Euskaltel-Euskadi |

| N.      | Cod. | Squadra                          |
| ------- | ---- | -------------------------------- |
| 81-87   | TNN  | Team Novo Nordisk                |
| 91-97   | GRL  | Go Sport-Roubaix Lille Métropole |
| 101-107 | NMC  | Nice Métropole Côte d'Azur       |
| 111-117 | AUB  | St Michel-Auber 93               |
| 121-127 | UNA  | Team U Nantes Atlantique         |
| 131-137 | EVO  | EvoPro Racing                    |
| 141-147 | GLC  | Global 6 Cycling                 |
| 151-156 | XSU  | XSpeed United Continental        |

## Ordine d'arrivo (Top 10)
| Pos. | Corridore        | Squadra       | Tempo    |
| ---- | ---------------- | ------------- | -------- |
| 1    | Bryan Coquard    | Cofidis       | 4h45'23" |
| 2    | Arnaud Démare    | Groupama      | s.t.     |
| 3    | Luca Mozzato     | B&B           | s.t.     |
| 4    | Christophe Noppe | Arkéa         | s.t.     |
| 5    | Matis Louvel     | Arkéa         | s.t.     |
| 6    | Ramon Sinkeldam  | Groupama      | a 3"     |
| 7    | Marc Sarreau     | AG2R          | s.t.     |
| 8    | Sandy Dujardin   | TotalEnergies | s.t.     |
| 9    | Julien Simon     | TotalEnergies | s.t.     |
| 10   | Maël Guégan      | U Nantes      | s.t.     |